# Vallée d'Iemanja
Ymoja Vallis
Pour les articles homonymes, voir Iemanja.
La vallée d'Iemanja (désignation internationale : Ymoja Vallis) est une vallée située sur Vénus dans le quadrangle de Barrymore. Elle a été nommée en référence à Iemanja, une déesse de cours d'eau yoruba.